# Azanus natalensis
Azanus natalensis is een vlinder uit de familie van de Lycaenidae, de blauwtjes en vuurvlinders. De soort komt voor in het Afrotropisch gebied. De vlinder heeft open terrein en kustgebied als habitat.
De spanwijdte van de vlinder is 23 tot 30 millimeter. De waardplanten zijn Acacia-soorten. De soort vliegt het hele jaar door.